# Фёлькерс, Пауль
Пауль Густав Фёлькерс (нем. Paul Gustav Völckers; 15 марта 1891, Киль, Шлезвиг-Гольштейн, Пруссия — 25 января 1946, село Чернцы, Лежневский район, Ивановская область, РСФСР, СССР) — генерал пехоты вермахта (1 сентября 1943 года). Участник Первой и Второй мировых войн.

## Начало военной карьеры
Поступил на военную службу 3 марта 1910 года фанен-юнкером в 27-й пехотный полк принца Луи Фердинанда Прусского. 20 марта 1912 года — произведён в лейтенанты. Служил помощником командира в школе пехоты.

## Первая мировая война
С началом войны лейтенант Фёлькерс в действующей армии, он командир взвода 5-го гвардейского пехотного полка. 11 октября 1914 года тяжело ранен.
26 февраля 1915 года после выздоровления назначен командиром роты 5-го гвардейского пехотного полка.
В июне 1915 года получил звание обер-лейтенант
29 декабря 1916 года назначен командиром 2-го батальона 5-го гвардейского пехотного полка.
6 марта 1917 года назначен адъютантом в 38-й резервный корпус («Beskiden Korps»)
20 июня 1918 года получил звание гауптман
15 ноября 1918 года назначен командиром 2-го батальона 26-го пехотного полка князя Леопольда Ангальт-Дессау
За боевые отличия в период войны награждён Железными крестами 1-го класса и 2-го класса.

Фёлькерс Пауль в советском плену (в центре с тростью) во главе группы генералов перед маршем военнопленных по Москве 1944 г.

## Карьера между мировыми войнами
После окончания войны он продолжает военную карьеру и становится одним из 4000 офицеров нового, значительно сокращенного рейхсвера, получив под своё командование роту 12-го пехотного полка. В дальнейшем проходит службу на различных должностях в штабе, а также в строевых и учебных подразделениях 12-го пехотного полка.
1 марта 1931 года получил звание майор.
В апреле 1932 года был переведен в штат первого батальона (1-й (Прусский) пехотный полк) переехал в Кёнигсберг. Где на базе батальона участвует в создании нескольких батальонов вермахта.
1 февраля 1934 года получил звание оберстлейтенант (подполковник).
1 февраля 1937 года получил звание оберст (полковник) и одновременно был назначен командиром 115-го пехотного полка.

## Вторая мировая война
В 1939 году был награждён Пряжками к его железным крестам
В 1940 году участвовал во Французской кампании.
В середине октября 1940 года назначен командиром вновь сформированной 15-й стрелковой бригады.
1 января 1941 года получил звание генерал-майор.
В 1941 году представитель германских сухопутных войск в Болгарском царстве.
В конце 1941 года назначен командиром 78-й пехотной дивизии и отправлен на восточный фронт, где дивизия участвовала в сражении за Москву. Подпись Фёлькерса стоит под приказами о сожжении целого ряда населённых пунктов Московской области, включая Ершово и Скоково под Звенигородом.
Со второй половины декабря 1941 года по 16 января 1942 года дивизия под его командованием занимала оборону вдоль реки Рузы к северу от одноимённого города. С 17 января по 24 января 1942 года отходила на Гжатскую линию обороны, где заняла позиции на Минском шоссе. Летом 1942 года была переброшена в район Ржева. В 1942 году во время первой атаки советских войск на Ржев понесла очень тяжёлые потери.
1 сентября 1942 года получил звание генерал-лейтенант.
11 декабря 1942 года награждён Рыцарским крестом Железного креста.
8 июля 1943 года назначен командиром 27-го армейского корпуса, участвовал в боях в районе Невеля и Орши.
1 сентября 1943 года получил звание генерал пехоты.
9 июля 1944 года вместе с  офицерами штаба корпуса захвачен в плен воинами 1270-го стрелкового полка 385-й стрелковой дивизии Красной Армии в районе деревни Караваево Пуховичского района Минской области Белоруссии.
17 июля 1944 был проведён по улицам Москвы во главе многотысячной колонны пленных немцев.
Во время пребывания в плену принимал активное участие в Союзе немецких офицеров, который был организован при Национальном комитете «Свободная Германия», он был одним из соавторов обращения 17 генералов от 27 июля 1944 года и обращения 50 военнопленных генералов к народу и вермахту от 8 декабря 1944 года.
23 января 1946 года умер от кровоизлияния в мозг в специальном лагере НКВД для военнопленных № 48 (село Чернцы, Лежневский район, Ивановская область, Россия). Похоронен там же на кладбище для военнопленных.

## Награды

Фёлькерс Пауль

- Железный крест (1914) 2-го и 1-го класса (Королевство Пруссия)
- Почётный крест Первой мировой войны 1914/1918 с мечами
- Пряжки к железному кресту (1939) 2-го и 1-го класса
- Медаль «За зимнюю кампанию на Востоке 1941/42»
- Немецкий крест в золоте (1 апреля 1942)
- Рыцарский крест Железного креста (11 декабря 1942)
- Орден «Святой Александр» большой офицерский крест (Крест и Звезда) (Царство Болгария)
- Упоминался в Вермахтберихт (12 декабря 1942, 23 ноября 1943)